# Sheikh Jarrah (quartiere)
Sheikh Jarrah è un villaggio palestinese affiliato al Governatorato di Gerusalemme, situato sul lato orientale della città di Gerusalemme, occupato dagli israeliani nella guerra del 1967. Oggi è uno dei quartieri di Gerusalemme est.

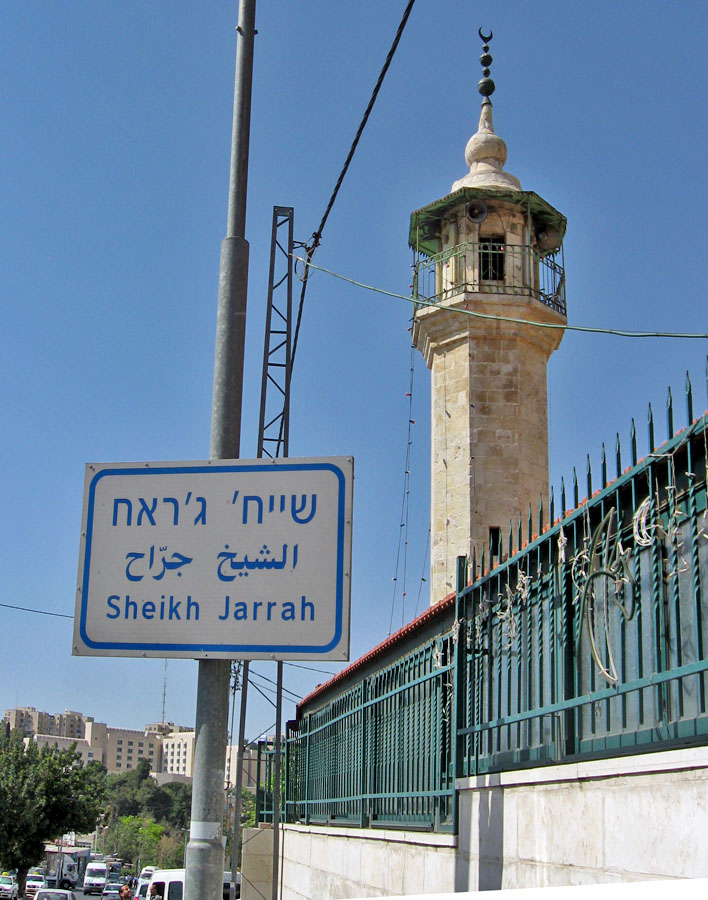
Ingresso al quartiere di Sheikh Jarrah, Gerusalemme Est.

Il quartiere di Sheikh Jarrah a Gerusalemme ha preso il nome dal principe Hussam al-Din al-Jarrahi (medico di Salah Al-Din Al-Ayyubi), ed è minacciato da un annunciato  piano di insediamento israeliano, che include la costruzione di 200 unità di alloggi residenziali per coloni ebrei, nel mezzo di questo quartiere arabo.
Il quartiere di Sheikh Jarrah si trova sul lato orientale della Città Vecchia di Gerusalemme fuori le mura. Il quartiere è stato fondato a Gerusalemme nel 1956 in base a un accordo firmato tra l'UNRWA e il governo giordano, all'epoca ospitava 28 famiglie palestinesi cacciate dalle loro case che sono state occupate da Israele nel 1948.